# Нерза (станция)
Не́рза (латыш. Nerza) — железнодорожная станция на линии Резекне II — Зилупе, ранее являвшейся частью Московско-Виндавской железной дороги. Находится на территории Нирзской волости Лудзенского края Латвии.

## История
Была открыта в 1906 году, как разъезд Пиково, устроенный для увеличения пропускной способности дороги. Переименована в Нерзу в 1925 году. Пассажирское здание станции Нерза построено в 1952 году.